# Дендермонде
Дендермонде (нід. Dendermonde, колись уживали ще й назви Термонд, фр. Termonde) — місто та муніципалітет у бельгійській провінції Східна Фландрія. Розташоване в тому місці, де річка Дандр (Дендер) впадає у Шельду.
Муніципалітет Дендермонде складається з власне міста Дендермонде (Dendermonde-stad) та селищ Аппелс, Сінт-Гілліс-бей-Дендермонде, Гремберген, Басроде, Меспеларе, Аудегем і Схонарде. Загальне населення муніципалітету становить 42 955 жителей, його площа — 55,67 км².

## Історія
Точна дата заснування Дендермонде невідома. Перша письмова згадка про місто знаходиться в літописі у 1088 році.

## Туристичні пам'ятки
- Площа Великий ринок (Grote markt)
  - Ратуша (stadhuis), побудована в 14 столітті. Вежа ратуші включена до Світової спадщини ЮНЕСКО (об'єкт № 943—005)[1]
  - М'ясний будинок (Vleeshuis), побудований у 1462 році. Тепер тут музей.
- Церква Богоматері (Onze-Lieve-Vrouwekerk), побудована в 14 столітті
- Двір бегінок (begijnhof). Заснований на цьому місці в 1288 році. Двір бегінок занесено до Світової спадщини ЮНЕСКО (об'єкт № 855—007).[2]
- Церква Св. Ґілліса (Sint-Gilliskerk) та Площа героїв (Heldenplein).
- Абатство святих Петра й Павла
- Фортифікації

## Зображення

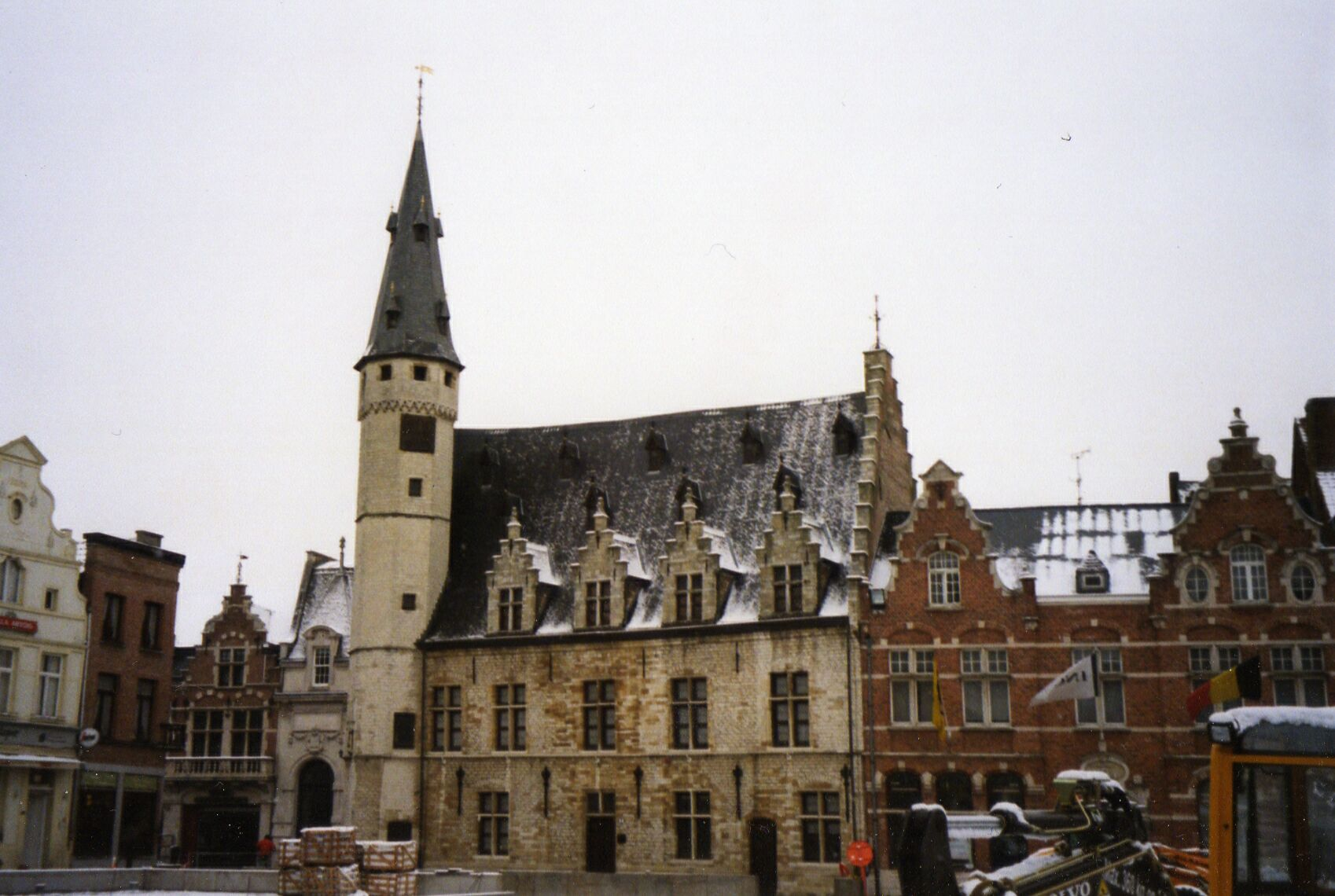
М'ясний будинок
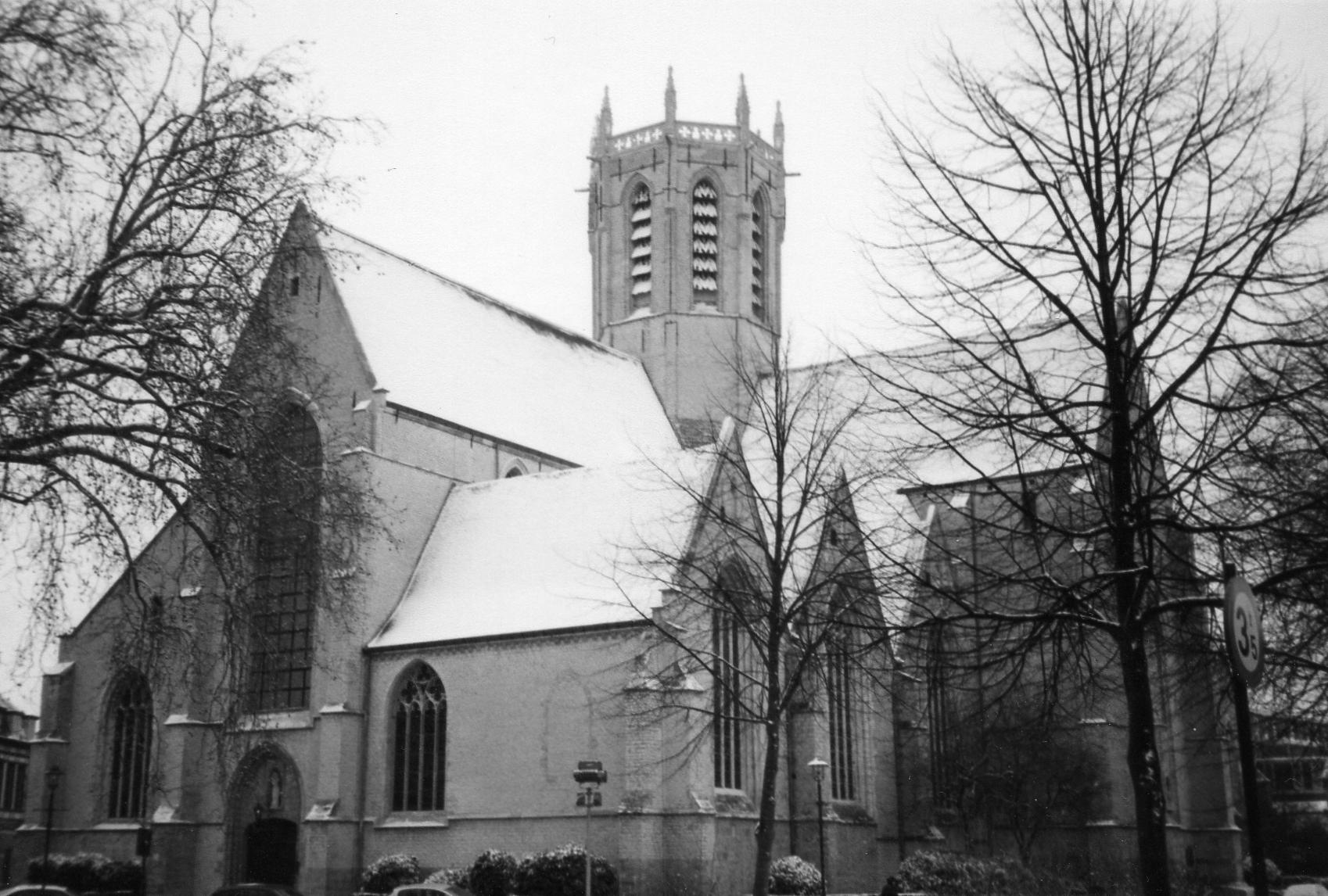
Церква Богоматері
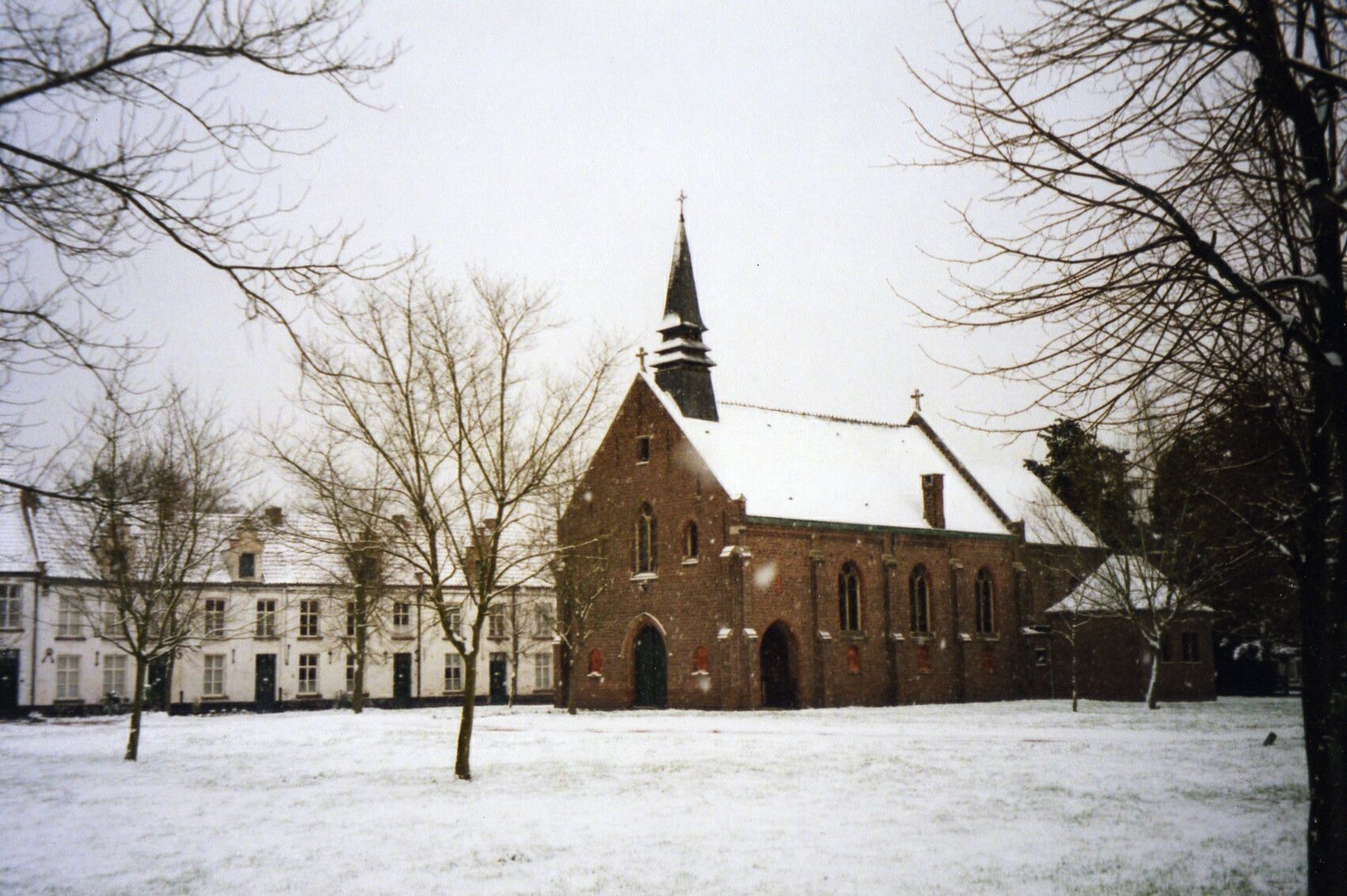
Двір бегінок
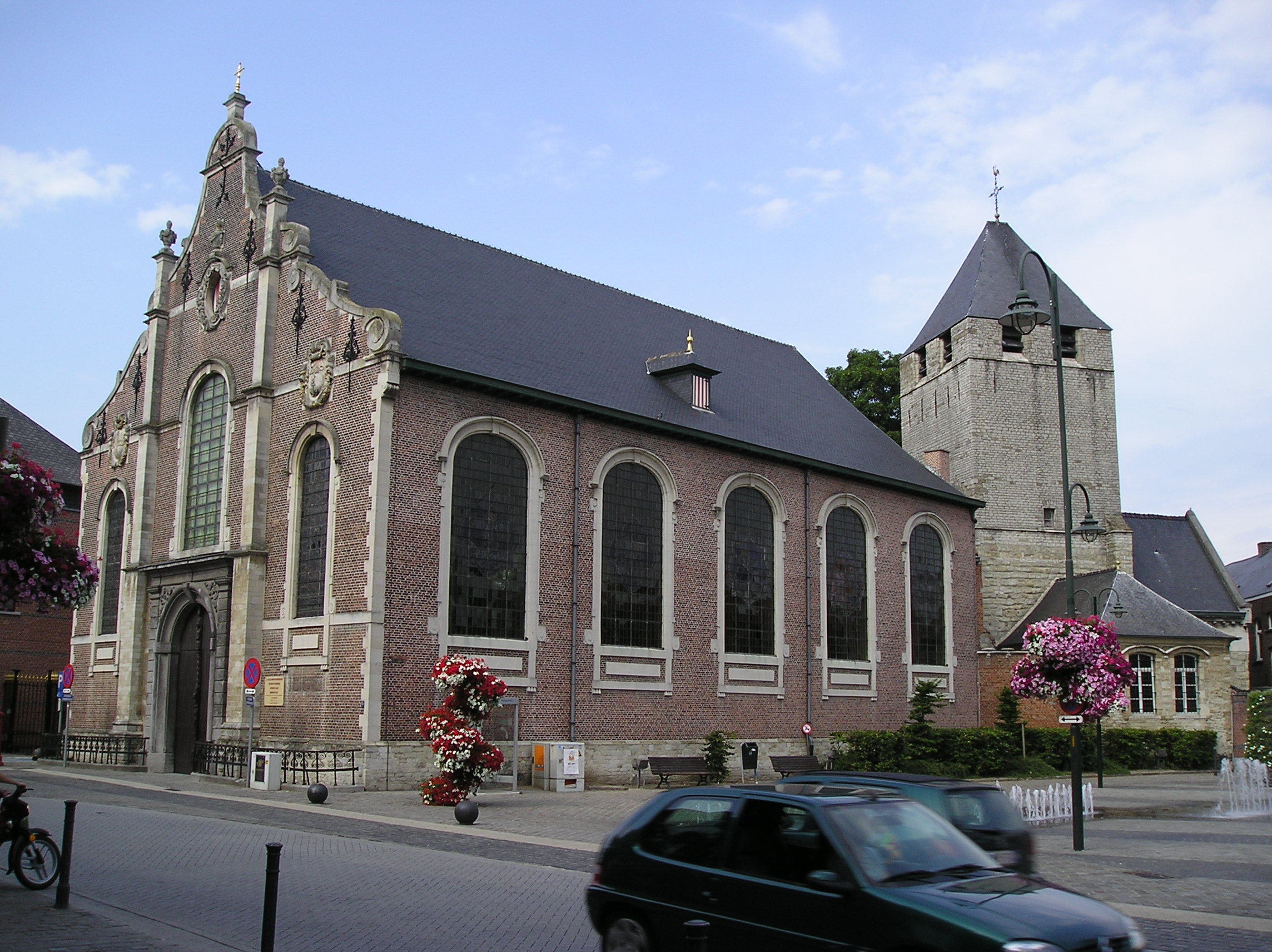
Церква Св. Ґілліса
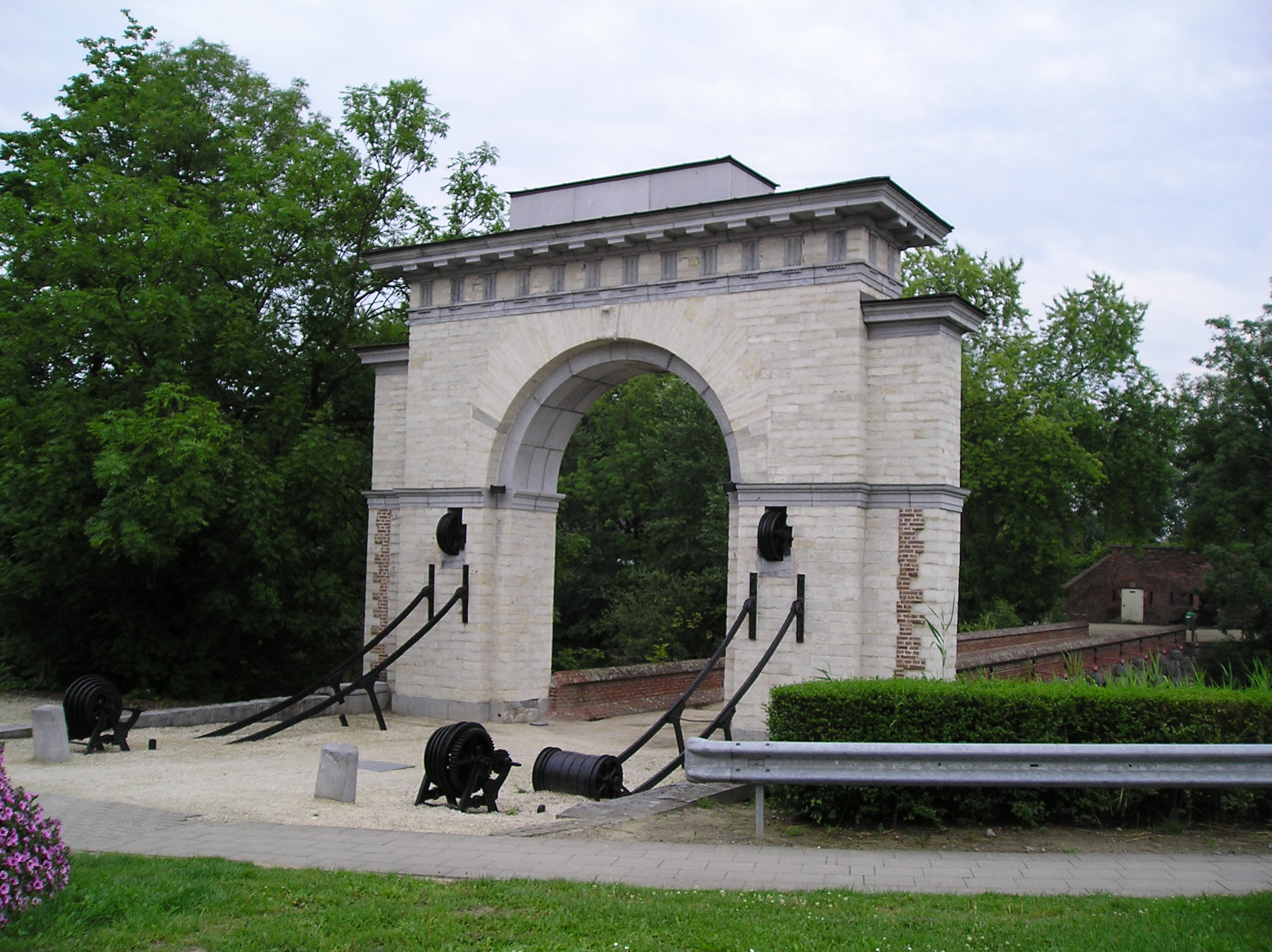
Брюссельські ворота